# Sankt Veit im Pongau
Sankt Veit im Pongau osztrák mezőváros Salzburg tartomány Sankt Johann im Pongau-i járásában. 2018 januárjában 3788 lakosa volt. 

## Elhelyezkedése

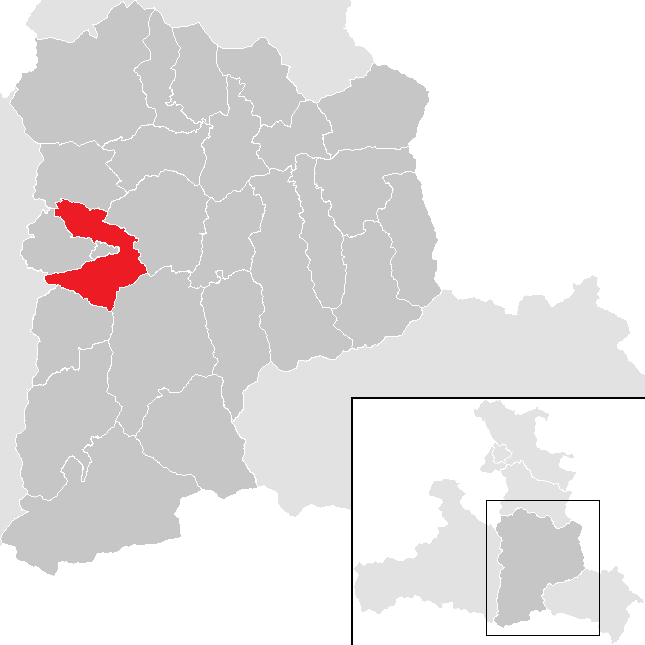
Sankt Veit im Pongau a St. Johann im Pongau-i járásban

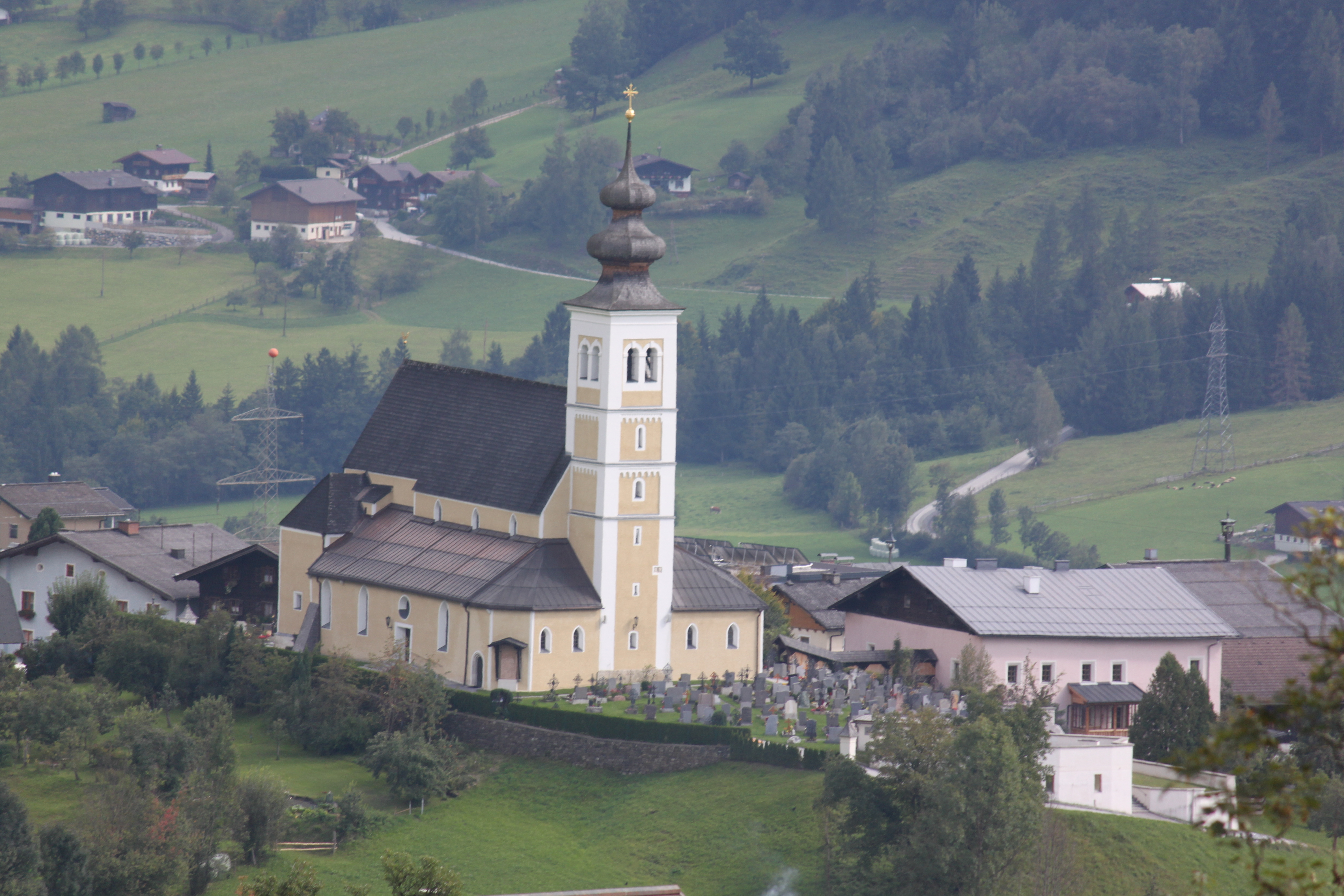
A Szt. Vitus-plébániatemplom

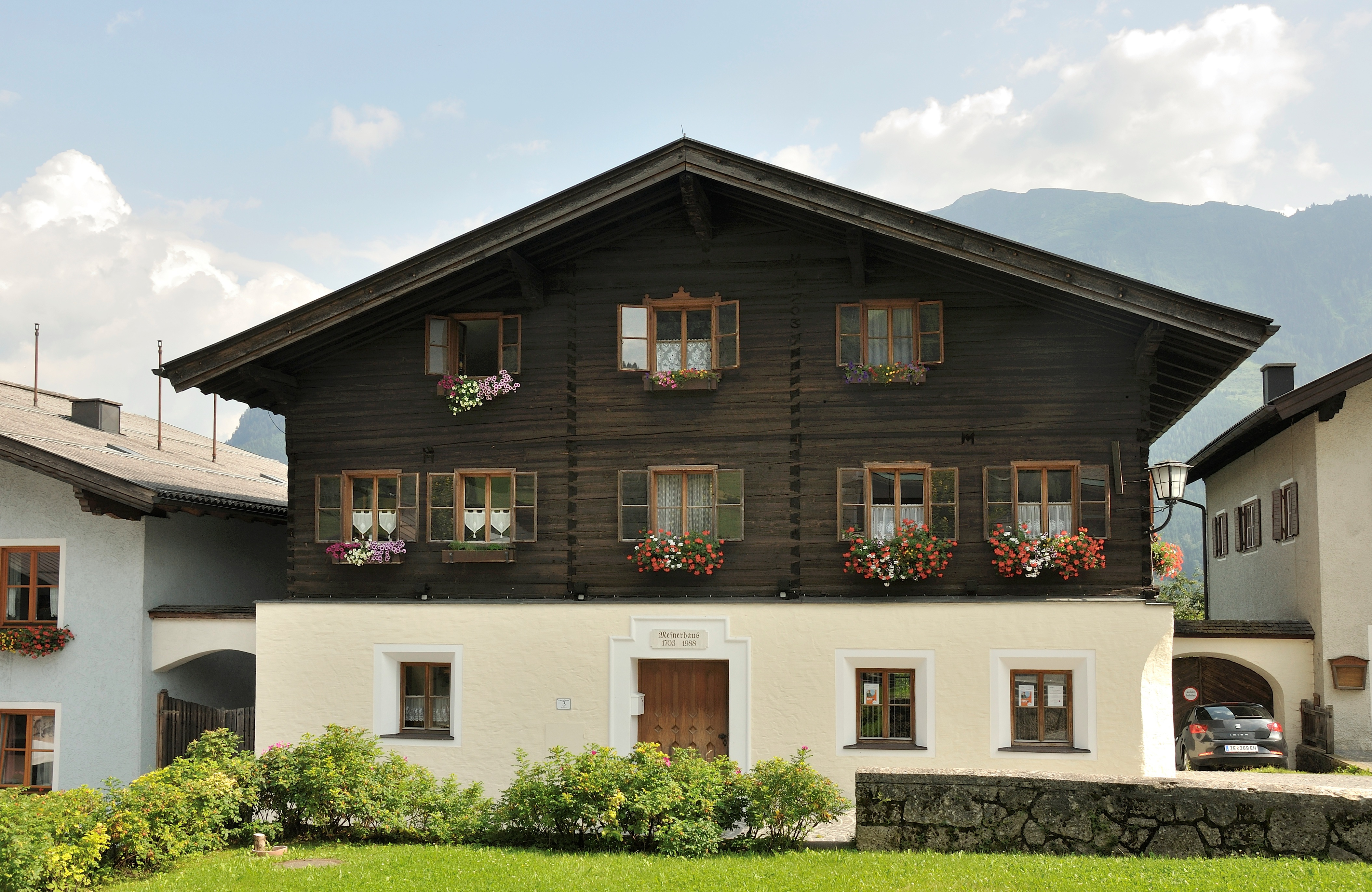
Műemléki védettségű régi polgárház

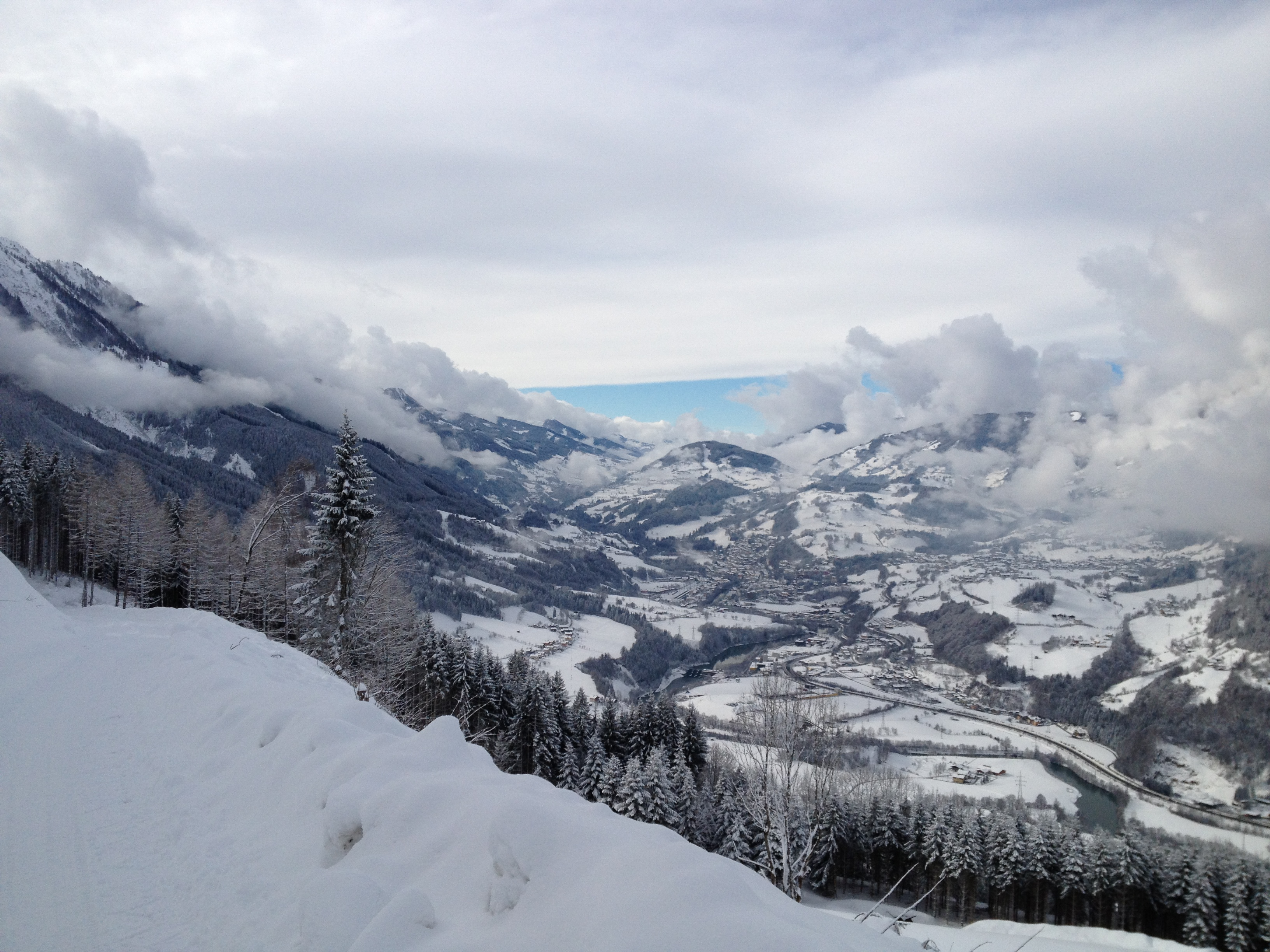
St. Veit látképe

Sankt Veit im Pongau Salzburg tartomány Pongau régiójában fekszik a Salzach folyó mentén, kb 50 km-re délre Salzburgtól. Tőle északra a Salzburgi Pala-Alpok fekszenek (itteni legmagasabb csúcs az 1590 m-es Hochglocker), délre pedig a Magas-Tauernhez tartozó Ankogel-csoport (Höllwand, 2287 m). Az önkormányzat 10 településrészt és falut egyesít: Grafenhof, Klamm, Lehen, Niederuntersberg, Pichl, Oberlehen, Oberuntersberg, Sankt Veit im Pongau, Stein és Viellehen. 
A környező önkormányzatok: északra Mühlbach am Hochkönig, keletre Sankt Johann im Pongau, délkeletre Großarl, délnyugatra Dorfgastein és Lend, nyugatra Goldegg és Schwarzach im Pongau.

## Története
A kora bronzkorban a Klinglbergen rezet bányásztak és egy kis, ideiglenes lakott település is létesült. A kibányászott ércet feltehetően a Salzachon szállították tovább. A vaskorban kelták települtek meg a mai mezőváros területén. A római időkből egy síremlék domborműve maradt meg, amely egy kelta házaspárt ábrázol. 800-1100 között a folyó menti teraszon létrejött a mai Sankt Veit, melyet először 1074-ben említ Gebhard salzburgi érsek egyik adománylevele. Egyházközsége sokáig magába foglalt a Pongau déli részének falvait, a 13. században pedig mezővárosi jogokat kapott (első ilyen említése 1284-ből való). 
Első, egyhajós és valószínűleg román stílusú temploma 850-950 között épült. 1334-ben leégett (a mezőváros felével együtt) és gótikus stílusban épült újjá, majd többszöri kibővítésekkel vált négyhajós bazilikává (az egyetlen a tartományban).
1731-ben Firmian salzburgi érsek kiűzte az érsekségből (különösen a Pongauról) a protestánsokat. Egyedül Goldegg-St. Veitből 3100-an kényszerültek Németországba (leginkább Kelet-Poroszországba) költözni. A napóleoni háborúk során a franciák 1800-1805 között több alkalommal megszállták St. Veitet. 1810-ben a salzburgi érsekséget a francia szövetséges Bajorországhoz csatolták, majd 1816-ban, Napóleon bukása után visszakerült Ausztriához. Az 1848-as forradalom után eltörölték a feudális birtokokat és St. Veitben 1850-ben megalakult az önkormányzat. 1875-ben megépült a vasút (a Giselabahn vonala), melynek következtében az addig St. Veithez tartozó Swarzach lakossága megnőtt és 1906-ban elszakadt a mezővárostól. 
Az első világháborúban 40 sankt veiti esett el és 5 tűnt el; a második világháború 63 halottat és 13 eltűntet követelt. A hadifoglyok közül az utolsó csak 1955-ben tért vissza a Szovjetunióból.        

## Lakosság
A Sankt Veit im Pongau-i önkormányzat területén 2017 januárjában 3788 fő élt. A lakosságszám 1939 óta gyarapodó tendenciát mutat. 2016-ban a helybeliek 92,9%-a volt osztrák állampolgár; a külföldiek közül 2,8% a régi (2004 előtti), 2% az új EU-tagállamokból érkezett. 0,9% a volt Jugoszlávia (Szlovénia és Horvátország nélkül) vagy Törökország, 1,3% egyéb országok polgára. 2001-ben a lakosok 88,4%-a római katolikusnak, 1,9% evangélikusnak, 1,6% mohamedánnak, 4,2% pedig felekezet nélkülinek vallotta magát. Ugyanekkor a legnagyobb nemzetiségi csoportot a németek (96,5%) mellett a horvátok alkották 1,1%-kal. 
A lakosság számának változása:

| 2016 | 3 669 |
| 2018 | 3 788 |

## Látnivalók
- a Szt. Vitus-plébániatemplom
- a helytörténeti múzeum
- a St. Veit-i kórházban kezelték a tüdőbeteg Thomas Bernhardot, aki itteni élményeiről írta Fagy c. regényét. Ma egy, a kórháznál kezdődő tanösvény emlékezik az íróra.

## Fordítás
- Ez a szócikk részben vagy egészben  a   Sankt Veit im Pongau című német Wikipédia-szócikk ezen változatának fordításán alapul.  Az eredeti cikk szerkesztőit annak laptörténete sorolja fel. Ez a jelzés csupán a megfogalmazás eredetét és a szerzői jogokat jelzi, nem szolgál a cikkben szereplő információk forrásmegjelöléseként.